# Vandoies
Vandoies, németül: Vintl, köznyelvben die Vintl, település Olaszországban, Bolzano autonóm megyében. Lakosainak száma 3317 fő (2023. január 1.). Vandoies Chienes, Rio di Pusteria, Rodengo, Selva dei Molini, Terento és Val di Vizze községekkel határos.

## Népesség
A település népességének változása:
| Lakosok száma | 3221 | 3317 | 3336 | 3317 |
|               | 2007 | 2017 | 2018 | 2023 |